# Xanthophyllum incertum
Xanthophyllum incertum är en jungfrulinsväxtart som först beskrevs av Carl Ludwig von Blume, och fick sitt nu gällande namn av R. v. d. Meijden. Xanthophyllum incertum ingår i släktet Xanthophyllum och familjen jungfrulinsväxter. Inga underarter finns listade i Catalogue of Life.